# Edition Erdmann
Die Edition Erdmann (zunächst Verlag für internationalen Kulturaustausch und Horst Erdmann Verlag) ist ein in Lenningen ansässiger Verlag, der seit seiner Gründung über 150 historische Reiseberichte verlegte. Nach eigenen Angaben stellt dies die größte Sammlung alter Reiseberichte im deutschsprachigen Raum dar. Von 1976 bis 1986 erschien die 10-bändige Bibliothek arabischer Klassiker in der Edition Erdmann.

## Geschichte
Gegründet 1956 durch Horst Erdmann als „Verlag für Internationalen Kulturaustausch“ in Berlin, zog der Verlag bald nach Bad Herrenalb (Schwarzwald) um. Unter dem Namen „Horst Erdmann Verlag für Internationalen Kulturaustausch“ zog der Verlag 1967 weiter nach Tübingen und gab zu seiner programmatischen Ausrichtung an: „Durch das Medium der Literatur die Völker einander näherzubringen und Vorurteile abzubauen, [...] den Gesichtskreis in einem weltumspannenden Sinn zu erweitern und den Lesern verlässliche, anschauliche Informationen darüber zu vermitteln, wie es wirklich draußen aussieht“ sowie „fernen Völkern eine Kenntnis der deutschen Gegenwart und ihrer Literatur zu verschaffen.“
Im Jahr 1981 folgte eine Übernahme des Verlags als Imprint in das Stuttgarter Verlagshaus K. Thienemanns Verlag. 2001 eine weitere Übernahme durch die Schwedische Bonnier-Gruppe sowie eine Umbenennung zu „Erdmann Verlag“. 2003 erfolgte durch den Verleger Hansjörg Weitbrecht eine Neugründung der Edition Erdmann GmbH – Verlag und Medienagentur als Verlag mit Firmensitz in Lenningen. Zusammen mit der Lektorin Gudrun Kolb-Rothermel baute Weitbrecht damit ein eigenständiges Unternehmen auf. Im Januar 2008 erwarb der Wiesbadener marixverlag im Eigentum des Verlegers Lothar Wekel wiederum die Edition Erdmann. Mittlerweile ist die Edition Erdmann beim Verlagshaus Römerweg angesiedelt, wo insbesondere die Reiseberichte aus der Zeit des Horst Erdmann Verlags weiterhin angeboten werden, nunmehr unter dem Reihentitel Die 100 bedeutendsten Entdecker.

## Reiseberichte
Zu den einzelnen Reiseberichten und ihren Autoren siehe die Übersicht in der Liste von Titeln der Edition Erdmann.